# مكلينتون نيل
مكلينتون نيل (بالإنجليزية: McClinton Neal)‏ هو منافس ألعاب قوى أمريكي، ولد في 11 يوليو 1968.

## وصلات خارجية
- مكلينتون نيل على موقع الاتحاد الدولي لألعاب القوى (الإنجليزية)
- مكلينتون نيل على موقع أوليمبيديا (الإنجليزية)